# Мандави (река)
Мандави (Каудеапар) (Конкани:मांडवी) — река в Гоа и Карнатаке.
Считается крупнейшей рекой штата Гоа. Имеет длину 77 км, из которых 29 км приходится на штат Карнатака и 52 км — на Гоа. Истоки реки расположены в заповеднике Бхимгад в горах Западные Гаты, на территории Белгаума, Карнатака. Площадь бассейна — 2032 км² в Карнатаке и 1580 км² в Гоа.
В горах, в Гоа, на высоте свыше 300 метров над уровнем моря в реку впадают водопады.